# Manó Péchy

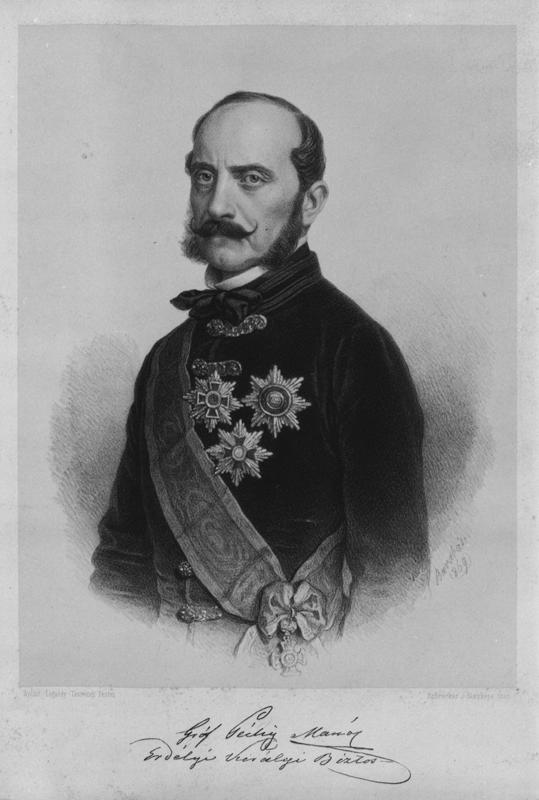
Manó Péchy

Manó Graf Péchy von Péchújfalu (* 14. Oktober 1817 in Boldogkőváralja, Komitat Abaúj; † 24. Juli 1889 in Boldogkőváralja, Komitat Abaúj-Torna) war ein ungarischer Politiker, Obergespan und Reichstagsabgeordneter.

## Leben
Péchy legte 1834 die Advokatenprüfung ab und wurde mit 18 Jahren Vizenotar des Komitats Abaúj. Zwei Jahre später wurde er Obernotar und wurde 1841 vom Komitat Abaúj zum Landtag in Pozsony entsandt, um dieses dort zu vertreten. Anschließend nahm er seinen Platz im Magnatenhaus ein und wurde einer der beiden Bannerherren (zászlós) des Landes. Von 1841 bis 1847 war er Stellvertreter des Obergespans im Komitat Zemplén und wurde 1861 zum Obergespan des Komitats Abaúj ernannt. Die Regierung von Ministerpräsident Gyula Andrássy ernannte ihn 1867 zum letzten Gubernator von Siebenbürgen. 1872 wurde er Reichstagsabgeordneter der Deák-Partei für den Wahlbezirk Kolozsvár II (Komitat Kolozs) und wurde 1875 und 1878 für den Wahlbezirk Kolozsvár I wieder gewählt. Anschließend gewann er 1881 und 1884 ein Mandat in Kassa (Komitat Abaúj-Torna). Als Mitglied der Kommission zur Ausarbeitung eines neuen Strafgesetzes (büntető-codex) wurde ihm der Orden der Eisernen Krone und der Leopold-Orden verliehen.